# Ermanno Carlotto
Ermanno Carlotto (ur. 30 listopada 1878 w Ceva, zm. 27 czerwca 1900 w Tiencinie) - oficer Regia Marina, pośmiertnie udekorowany Medaglia d'oro al valor militare.
Ukończył Akademię Morską w Livorno, służył na krążowniku pancernym „Carlo Alberto” jako midszypmen. W 1900 otrzymał promocję na podporucznika marynarki i na pokładzie krążownika pancernopokładowego „Elba” udał się do Chin.
Brał udział w powstaniu bokserów, dowodząc oddziałem 20 żołnierzy został ciężko ranny 19 czerwca 1900, zmarł z poniesionych ran osiem dni później.  Został odznaczony „Złotym Medalem za Odwagę” (Medaglia d'oro al valor militare).
Jego nazwiskiem nazwano wodowaną w 1918 kanonierkę „Ermanno Carlotto”.